# Librado Rivera
Livrado Rivera (Rayón, San Luis Potosí; 17 de agosto de 1864 - Cidade de México; 1 de março de 1932) Foi um político, jornalista e professor graduado na Escola Normal para Professores de San Luis Potosí (Hoje Benemérita e Centenaria Escola Normal do Estado de San Luis Potosí), colaborou nos jornais El hijo del Ahuizote, El Demófilo e Regeneración, opositores da ditadura de Porfirio Díaz. Foi partidário das ideias anarquistas de Piotr Kropotkin, Errico Malatesta e Jean Grave, entre outros.
Foi membro do Clube Liberal "Benito Juárez" em 1900, participou como delegado no Congresso Liberal de 1901 em San Luis Potosí organizado pelo Clube Liberal "Ponciano Arriaga", aí conheceu a Ricardo Flores Magón e em 1902 foi preso pela primeira vez, ao ser liberto muda-se à Cidade de México, onde faz parte do protesto no escritório do El hijo del Ahuizote em 5 de fevereiro de 1903, a legenda "A Constituição tem morrido..." pode ter sido criada por Rivera.
Junto com os irmãos Ricardo e Enrique Flores Magón teve uma participação fundamental na orientação anarquista da Junta Organizadora que em 1905, desde o exílio em Saint Louis, Missouri, encarregar-se-ia dos preparativos que permitiram fundar o Partido Liberal Mexicano  em 1 de julho de 1906.
Em 1907, após as greves de Cananea e Rio Blanco, nas que os operários foram influenciados e apoiados por integrantes do Partido Liberal, Porfirio Díaz ordenou prender os irmãos Flores Magón, Antonio I. Villarreal e a Livrado Rivera.  
Quando Villarreal e Juan Sarabia se separam da Junta Organizadora em 1911, Rivera permanece no grupo junto com Ricardo e Enrique Flores Magón, que para marcar as diferenças entre ambos grupos de liberais publicam um manifesto em 23 de setembro de 1911 no qual fazem um chamado aos mexicanos para lutar contra o Estado, o Capital e o Clero identificando estes como os poderes que oprimem à população.
O 16 de março de 1918, junto com Ricardo Flores Magón, publicou em Regeneración (que então se editava em Los Angeles, Califórnia) um manifesto dirigido aos anarquistas do mundo, a circulação do manifesto motivou ao governo estadounidense a encarcerá-los na prisão de Leavenworth, Kansas, acusados de sabotar o esforço bélico de Estados Unidos, que então participava na Primeira Guerra Mundial.
Em 1923 foi posto em liberdade e em seguida foi deportado a México. Foi-lhe oferecida um assento de deputado e outra de senador em San Luis Potosí, inclusive uma cátedra, proposta que recusou.
Rivera continuou seu labor jornalístico e de crítica ao governo pós-revolucionário de Plutarco Elías Ruas com publicações como Sagitario, editado pelo grupo anarquista Los Hermanos Rojos, e Avante. Em seus artigos jornalísticos e no livro Os Mártires de Texas, Rivera advoga pela liberdade dos magonistas ainda presos nos Estados Unidos, e luta para evitar a execução de Sacco e Vanzetti. Também difunde o pensamento de Flores Magón e Práxedis G. Guerreiro. Em abril de 1927 foi preso em Tampico, Tamaulipas acusado de Insultar ao presidente!, fazer a apología pública do anarquismo e de incitar ao povo para a anarquía.
Livrado Rivera morreu na Cidade de México, em 1 de março de 1932, ao contrair tétano após um acidente automobilístico.